# Guillaume de Brouwer
Guillaume de Brouwer (Oostende, 12 januari 1840 - Ramleh, Egypte, 30 april 1892) was een Belgisch gouverneur en internationaal magistraat.

## Levensloop
De Brouwer was de oudste zoon in de rij van dertien kinderen van stadssecretaris van Oostende Emile de Brouwer (1810-1893) en Hélène Serruys (1818-1873). Hij trouwde met Augusta Serruys (Oostende 1850 - Berlijn 1905).
Doctor in de rechten van de universiteit van Gent (1864) schreef hij zich in als advocaat aan de Balie van Brugge (1865). Het jaar daarop werd hij substituut-procureur in Ieper. Hetzelfde jaar werd hij tot provincieraadslid verkozen. Van 1867 tot 1870 was hij procureur des Konings in Veurne. Van 1870 tot 1874 was hij substituut-procureur in Brussel. 
Van 1875 tot 1883 was hij rechter in de gemengde rechtbank van Ismaïlia (Egypte).
In maart 1884 werd hij door de liberale regering Frère-Orban tot gouverneur van West-Vlaanderen benoemd. In juni 1884 moest hij, na de overwinning in de verkiezingen van de katholieke partij, het veld ruimen voor de terugkeer van gouverneur Léon Ruzette.
Hij vertrok opnieuw naar Egypte, waar hij substituut en vanaf 1889 procureur-generaal werd bij de internationale rechtbank van Alexandrië.